# Villaconejos de Trabaque
Villaconejos de Trabaque község Spanyolországban, Cuenca tartományban. Villaconejos de Trabaque Albalate de las Nogueras községgel határos. Lakosainak száma 325 fő (2024).

## Népesség
A település népessége az utóbbi években az alábbiak szerint változott:
| Lakosok száma | 503  | 484  | 444  | 459  | 456  | 414  | 366  | 344  | 323  | 325  |
|               | 2001 | 2004 | 2006 | 2009 | 2011 | 2014 | 2016 | 2019 | 2021 | 2024 |